# William Preston (écrivain)
Pour les articles homonymes, voir Preston et William Preston.
William Preston, né  le 7 août 1742 à Édimbourg et mort le 1er avril 1818 est un écrivain écossais, éditeur et conférencier, né à Édimbourg. Franc-maçon, il institue un programme de travaux et de recherches maçonniques et publie plusieurs éditions des Illustrations maçonniques. Grand secrétaire adjoint de la Grande Loge de Londres à partir de 1769, il crée en 1777, à la suite d'un schisme de sa loge avec l'obédience historique, la « Grande Loge de toute l’Angleterre au Sud de la rivière Trent ». Il se réconcilie et réintègre dix ans plus tard son obédience d'origine. Il meurt des suites d'une longue maladie en 1818 et est enterré dans la Cathédrale Saint-Paul de Londres.

## Biographie

### Jeunesse
William Preston nait à Édimbourg en 1742 où son père William Preston est rédacteur dans une forme de cabinet d'avocat. Il est le second et seul enfant survivant et son père l’encourage à poursuivre des études classiques dans la Royal Hight school d'Édimbourg dès l'âge de six ans. Il est un élève brillant dès son plus jeune âge en latin, il étudie également le grec. Il poursuit ses études aux collèges avant de devenir secrétaire de Thomas Ruddiman, savant classique dont la cécité grandissante l'oblige à trouver de l'aide. À cette époque la fortune de la famille Preston est en difficulté à la suite d'investissements mais aussi des retombées de la rébellion jacobite de 1745. Pendant ce temps le jeune William dont Thomas Ruddiman est devenu le tuteur, continue de travailler pour lui en relisant et transcrivant ses travaux.
En 1760, muni de lettres d'introduction de Ruddiman, William Preston s'installe à Londres. Il prend un emploi dans l'imprimerie de William Strahan qui devient plus tard l'imprimerie du Roi. Il gagne par son travail le respect  d’écrivains tel que Davis Hume ou Edward Gibbon.

### Franc-maçonnerie
Peu de temps après l'arrivée de William Preston à Londres, un groupe de francs-maçons d'Édimbourg vivant dans la capitale  anglaise, décide de former une loge. La Grande Loge d’Écosse qui soutient la Grande Loge des anciens dans la capitale, lui obtient une patente de cette nouvelle obédience. C'est sous ces auspices que cette loge se constitue sous le vocable de White Hart n°111 en avril 1763. Déçus par l'état et le fonctionnement de la nouvelle grande loge, plusieurs frères dont Preston, commencent à fréquenter une loge de la première Grande Loge d'Angleterre et finissent pas persuader plusieurs frères de rejoindre cette obédience. En novembre, la loge n°111 intègre finalement le système des Moderns.
William Preston commence alors un vaste programme d'étude et de recherche maçonnique, il entre en relation et échange par correspondance avec de nombreux francs-maçons en Grande-Bretagne, mais aussi à l'étranger. Il constitue une vaste base de connaissances maçonniques qui s'applique tout d'abord à expliquer les trois premiers degrés de la franc-maçonnerie. Il travaille avec ses amis plusieurs fois par semaine pour tester et affiner ses conférences. Le 21 mai 1772, il organise à ses frais un gala de présentation de ses travaux et des grands officiers qui l'accompagnent dans ce travail de recherche. Le succès de ses conférences et de ses travaux  mène à la publication d'un ouvrage qui connait un grand succès éditorial. Illustrations of Masonry est réédité douze fois durant la vie des auteurs et est traduit dans plusieurs autres langues. En 1774, il organise des cycles de conférences sous forme de douze cours magistraux par degré maçonnique à la Mitre tavern, dont l’accès est payant, à raison d'une guinée par degré,.
Au cours de cette période et à compter de 1769, William Preston devient grand secrétaire adjoint, et « Imprimeur de l'obédience". Ce privilège lui  donne accès à des documents dont il se sert par la suite dans son Illustrations de la Maçonnerie. Il  tente également de briser l’union entre la Grande loge des Anciens et la Grande Loge d’Écosse, en contestant les bases de la création de l'« ancienne grande loge ». La tentative échoue et aggrave l’antagonisme entre les deux grandes loges anglaises.

### Schisme avec la première Grande Loge d'Angleterre
Le 27 décembre 1777, certains membres de la « loge de l'Antiquité », dont William Preston, reviennent de l'église en portant leurs insignes maçonniques. Ce fait est dénoncé par des membres anciens de la loge à la grande loge, obédience mère, comme une infraction à l'interdiction de faire des processions maçonniques. Refusant de faire profil bas, William Preston fait le choix de défendre les faits pour lui et pour les frères incriminés en arguant de l’ancienneté de sa loge. Celle-ci étant une des loges fondatrices de l'obédience, il estime que l'adhésion aux constitutions d'origines n'impliquent pas l’adhésion obligatoire à des décisions subséquentes. Après une procédure régulière, William Preston et ses partisans sont exclus en 1779, exclusion qui divise sa loge entre ceux qui restent à la grande loge et ceux qui le suivent lorsqu'il rejoint tout d'abord la « Grande Loge de toute l’Angleterre à York », qui prend le nom pendant cette période de « Grande Loge de toute l'Angleterre au Sud de la rivière Trent ». Cette petite obédience justifie dans ses archives d'au moins deux loges maçonniques,. En mai 1789, William Preston se réconcilie avec son ancienne obédience et les deux parties de sa loge de l'Antiquité sont de nouveau réunies.

### Postérité
Ces années d'absence de la grande loge, on vit une diminution significative de sa contribution à la franc-maçonnerie. Il fonde notamment un « grand chapitre de Harodim » qui lui sert de support pour des conférences sur sa perception de la franc-maçonnerie. Il ne prend pas part au processus de réunification qui débute avec les guerres napoléoniennes. Son œuvre majeure reste son ouvrage Illustration de la Maçonnerie qui est réédité plusieurs fois après sa mort en 1818.
William Preston reste connu comme un érudit maçonnique, mais les travaux des historiens contemporains qui analysent son travail démontrent que son histoire de la franc-maçonnerie est tout aussi légendaire que celle du pasteur James Anderson, bien qu'il situe ses débuts à une autre époque. Son travail relate principalement la perception de la franc-maçonnerie britannique du XVIIIe siècle. L'impact le plus durable de son travail est d'avoir donné à la franc-maçonnerie une autre perception que celle consistant en des réunions festives et de table uniquement et en renvoyant au public une perception philosophique et initiatique de celle-ci. Il reste associé avec le grand secrétaire James Heseltine et Thomas Dunckerley, dans l'établissement des tenues maçonniques dans les temples maçonniques dédiés et à la fin de leurs organisations dans des tavernes.